# Europees kampioenschap hockey mannen 2017
De 16e editie van het Europees kampioenschap hockey voor mannen (2017) speelde zich af van 19 tot en met 27 augustus 2017 in Amstelveen, Nederland, in het Wagener-stadion. De Nederlandse hockeyploeg verlengde zijn titel uit 2015.
Tegelijkertijd werd het Europees kampioenschap voor vrouwen gespeeld.

## Gekwalificeerde teams
| Data                | Toernooi         | Locatie          | Quotas | Gekwalificeerde teams                    |
| ------------------- | ---------------- | ---------------- | ------ | ---------------------------------------- |
| Gastland            | Gastland         | Gastland         | 1      | Nederland                                |
| 21-31 augustus 2015 | EK Hockey 2015   | Londen, Engeland | 5      | Duitsland België Ierland Engeland Spanje |
| 18-26 juli 2015     | EK voor B-Landen | Praag, Tsjechië  | 2      | Oostenrijk Polen                         |
| Totaal              | Totaal           | Totaal           | 8      |                                          |

## Groepsfase

### Groep A
| Team       | AW | G | G | V | DV | DT | DS | Pts |
| ---------- | -- | - | - | - | -- | -- | -- | --- |
| Nederland  | 3  | 2 | 0 | 1 | 13 | 6  | +7 | 6   |
| België     | 3  | 2 | 0 | 1 | 9  | 3  | +6 | 6   |
| Spanje     | 3  | 1 | 1 | 1 | 5  | 9  | -4 | 4   |
| Oostenrijk | 3  | 0 | 1 | 2 | 3  | 12 | -9 | 1   |

| 19 augustus 2017 17.00                  |         |            |                                                   |
| België                                  | 4 – 1   | Oostenrijk | Scheidsrechters: Ben Göntgen Łukasz Zweirzchowski |
| Dockier 5' Luypaert 10', 30' Briels 27' | Verslag | 7' Bele    | Scheidsrechters: Ben Göntgen Łukasz Zweirzchowski |

| 19 augustus 2017 20.00                                                       |         |           |                                            |
| Nederland                                                                    | 7 – 1   | Spanje    | Scheidsrechters: Adam Kearns Martin Madden |
| Van Ass 26' Verga 27', 47' Van der Weerden 30' Pruyser 31' De Voogd 52', 55' | Verslag | 39' Arana | Scheidsrechters: Adam Kearns Martin Madden |

| 21 augustus 2017 12.30 |         |                 |                                            |
| Spanje                 | 2 – 2   | Oostenrijk      | Scheidsrechters: Ben Göntgen Jakub Mejzlik |
| Iglesias 47' Romeu 51' | Verslag | 35', 60' Körper | Scheidsrechters: Ben Göntgen Jakub Mejzlik |

| 21 augustus 2017 20.00                           |         |           |                                         |
| België                                           | 5 – 0   | Nederland | Scheidsrechters: Adam Kearns Bruce Bale |
| Dockier 5', 25' Briels 25' Luypaert 39' Boon 56' | Verslag |           | Scheidsrechters: Adam Kearns Bruce Bale |

| 23 augustus 2017 17.00  |         |        |                                         |
| Spanje                  | 2 – 0   | België | Scheidsrechters: Bruce Bale Ben Göntgen |
| Lleonart 42' Tarres 51' | Verslag |        | Scheidsrechters: Bruce Bale Ben Göntgen |

| 23 augustus 2017 20.00                                                          |         |            |                                                     |
| Nederland                                                                       | 6 – 0   | Oostenrijk | Scheidsrechters: Jakub Mejzlik Łukasz Zweirzchowski |
| Kellerman 1' Pruyser 6' Brinkman 23' Van Ass 40' Bakker 52' Van der Weerden 57' | Verslag |            | Scheidsrechters: Jakub Mejzlik Łukasz Zweirzchowski |

### Groep B
| Team      | AW | G | G | V | DV | DT | DS  | Pts |
| --------- | -- | - | - | - | -- | -- | --- | --- |
| Duitsland | 3  | 2 | 1 | 0 | 12 | 7  | +5  | 7   |
| Engeland  | 3  | 2 | 0 | 1 | 11 | 5  | +6  | 6   |
| Ierland   | 3  | 1 | 1 | 1 | 9  | 4  | +5  | 4   |
| Polen     | 3  | 0 | 0 | 3 | 4  | 20 | -16 | 0   |

| 20 augustus 2017 09.00                                   |         |       |                                                         |
| Engeland                                                 | 6 – 0   | Polen | Scheidsrechters: Sebastien Michielsen Francisco Vazquez |
| Gleghorne 6', 20' Griffiths 26' Ward 29', 58' Condon 41' | Verslag |       | Scheidsrechters: Sebastien Michielsen Francisco Vazquez |

| 20 augustus 2017 15.30 |         |            |                                                 |
| Duitsland              | 1 – 1   | Ierland    | Scheidsrechters: Jonas van 't Hek Jakub Mejzlik |
| Windfeder 17'          | Verslag | 47' Murray | Scheidsrechters: Jonas van 't Hek Jakub Mejzlik |

| 21 augustus 2017 14.45                                                             |         |            |                                                      |
| Ierland                                                                            | 7 – 1   | Polen      | Scheidsrechters: Michael Eilmer Sebastien Michielsen |
| Murray 6', 20' Glassey 10' O'Donoghue 23', 36' Sothern 24' Nelson 55' Loughrey 59' | Verslag | 39' Pawlak | Scheidsrechters: Michael Eilmer Sebastien Michielsen |

| 21 augustus 2017 17.00            |         |                                                   |                                                     |
| Engeland                          | 3 – 4   | Duitsland                                         | Scheidsrechters: Francisco Vazquez Jonas van 't Hek |
| Gleghorne 16' Roper 40' Dixon 41' | Verslag | 2' Grambusch 11' Wellen 45' Windfeder 46' Boeckel | Scheidsrechters: Francisco Vazquez Jonas van 't Hek |

| 23 augustus 2017 12.30                                                  |         |                                            |                                                  |
| Duitsland                                                               | 7 – 3   | Polen                                      | Scheidsrechters: Jonas van 't Hek Michael Eilmer |
| Windfeder 12' Miltkau 13', 59' Wellen 21', 31' Linnekogel 39' Hauke 48' | Verslag | 24' Gumny 29' Janiszewski 50' Poltaszewski | Scheidsrechters: Jonas van 't Hek Michael Eilmer |

| 23 augustus 2017 14.45 |         |                        |                                                |
| Ierland                | 1 – 2   | Engeland               | Scheidsrechters: Francisco Vazquez Adam Kearns |
| Nelson 13'             | Verslag | 32' Goodfield 44' Ward | Scheidsrechters: Francisco Vazquez Adam Kearns |

## 5e tot en met 8e plaats
De punten die vergaard werden in de groepsfase tegen het andere team uit dezelfde poule worden overgenomen. De landen die op de onderste twee plaatsen eindigen, degraderen en spelen in 2019 in de B-groep.

### Groep C
| Team       | AW | G | G | V | DV | DT | DS | Pts |
| ---------- | -- | - | - | - | -- | -- | -- | --- |
| Spanje     | 3  | 2 | 1 | 0 | 5  | 3  | +2 | 7   |
| Ierland    | 3  | 1 | 1 | 1 | 9  | 4  | +5 | 4   |
| Oostenrijk | 3  | 0 | 3 | 0 | 5  | 5  | 0  | 3   |
| Polen      | 3  | 0 | 1 | 2 | 3  | 10 | -7 | 1   |

| 25 augustus 2017 12.30 |         |             |                                                     |
| Oostenrijk             | 1 – 1   | Polen       | Scheidsrechters: Martin Madden Sebastien Michielsen |
| Körper 30'             | Verslag | 44' Krokosz | Scheidsrechters: Martin Madden Sebastien Michielsen |

| 25 augustus 2017 14.45 |         |         |                                             |
| Spanje                 | 1 – 0   | Ierland | Scheidsrechters: Adam Kearns Michael Eilmer |
| González 3'            | Verslag |         | Scheidsrechters: Adam Kearns Michael Eilmer |

| 27 augustus 2017 09.00 |         |                |                                                      |
| Spanje                 | 2 – 1   | Polen          | Scheidsrechters: Sebastien Michielsen Michael Eilmer |
| Iglesias 16' Romeu 45' | Verslag | 57' Bratkowski | Scheidsrechters: Sebastien Michielsen Michael Eilmer |

| 27 augustus 2017 11.00     |         |                |                                           |
| Ierland                    | 2 – 2   | Oostenrijk     | Scheidsrechters: Jakub Mejzlik Bruce Bale |
| Sothern 27' O'Donoghue 35' | Verslag | 5', 57' Körper | Scheidsrechters: Jakub Mejzlik Bruce Bale |

## Voor plaatsen 1 tot en met 4

### Halve finales
| 25 augustus 2017 17.00        |         |                                   |                                              |
| Duitsland                     | 2 – 2   | België                            | Scheidsrechters: Jonas van 't Hek Bruce Bale |
| Windfeder 3' Fürk 59'         | Verslag | 18' Boon 37' Dockier              | Scheidsrechters: Jonas van 't Hek Bruce Bale |
| Shoot-out                     |         |                                   | Scheidsrechters: Jonas van 't Hek Bruce Bale |
| Hauke Rühr Miltkau Linnekogel | 0 – 2   | Gougnard Denayer Wegnez Van Doren | Scheidsrechters: Jonas van 't Hek Bruce Bale |

| 25 augustus 2017 20.00               |         |               |                                            |
| Nederland                            | 3 – 1   | Engeland      | Scheidsrechters: Ben Göntgen Jakub Mejzlik |
| Van der Weerden 21' Pruyser 22', 39' | Verslag | 42' Gleghorne | Scheidsrechters: Ben Göntgen Jakub Mejzlik |

### Troostfinale
| 27 augustus 2017 13.30      |         |                                                 |                                                     |
| Duitsland                   | 2 – 4   | Engeland                                        | Scheidsrechters: Jakub Mejzlik Łukasz Zweirzchowski |
| Grambusch 16' Windfeder 44' | Verslag | 24' Middleton 27' Sloan 51' Gleghorne 59' Roper | Scheidsrechters: Jakub Mejzlik Łukasz Zweirzchowski |

### Finale
| 27 augustus 2017 16.00 |         |                                                    |                                                |
| België                 | 2 – 4   | Nederland                                          | Scheidsrechters: Adam Kearns Francisco Vazquez |
| Boon 8' Charlier 28'   | Verslag | 37' Kemperman 45', 60' Pruyser 51' Van der Weerden | Scheidsrechters: Adam Kearns Francisco Vazquez |

| Europees kampioen 2017 |
| ---------------------- |
|                        |
| Nederland Vijfde titel |

## Eindrangschikking
| Rang   | Land       |
| ------ | ---------- |
| Goud   | Nederland  |
| Zilver | België     |
| Brons  | Engeland   |
| 4      | Duitsland  |
| 5      | Spanje     |
| 6      | Ierland    |
| 7      | Oostenrijk |
| 8      | Polen      |

 Gekwalificeerd voor het wereldkampioenschap van 2018.
 Gedegradeerd naar het Europees kampioenschap voor B-Landen in 2019

## Organisatie
De organisatie ontving een subsidie van € 1.295.168 van het Ministerie van VWS, in het kader van de subsidieregeling van topsportevenementen.
1970 · 1974 · 1978 · 1983 · 1987 · 1991 · 1995 · 1999 · 2003 · 2005 · 2007 · 2009 · 2011 · 2013 · 2015 · 2017 · 2019 · 2021 · 2023